# Gálcsiki János
Gálcsiki János (Szolnok, 1926. június 1. – Budapest, 1984. április 20.) magyar színész, szinkronszínész.

## Életpályája
1948-ban a Szakszervezeti Filmiskolában kapott színészi oklevelet, Somló István növendékeként. Pályáját az Ifjúsági Színháznál kezdte. 1957-től 1960-ig a Fővárosi Operettszínház tagja volt, 1960-tól a Vidám Színpad művésze. Szerepeit igényesen megformáló, közvetlen hangvételű színész volt.
Sokat foglalkoztatta a rádió, később az induló televízió is. Rádiójáték és rádió operettek mellett több korabeli nagy sláger előadója is volt.

## Híres szerepei
- Vico Lamanna – Pirandello–Gáspár Margit: Velencei Kékszakáll
- Őrnagy – Nóti Károly: Nyitott ablak
- Téléphosz – Gyárfás Miklós: Játék a csillagokkal
- Angyal – Iszidor Stok: Isteni komédia

## Színházi szerepei
A Színházi adattárban regisztrált bemutatóinak száma: 94, ugyanitt huszonhárom színházi felvételen is látható.
| darab                                | szerep              | műfaj       | szerző                                   | rendező                    | társulat                      | bemutató             |
| ------------------------------------ | ------------------- | ----------- | ---------------------------------------- | -------------------------- | ----------------------------- | -------------------- |
| Leány a talpán (Fel a kezekkel)      | Brandon, író        | zenés próza | Tabi László                              | Seregi László              | Vidám Színpad                 | 1964. október 7.     |
| Ez van nyáron                        |                     | kabaré      | Nádasi László                            | Kalmár Tibor               | Vidám Színpad                 | 1964. augusztus 25.  |
| Kicsi vagy kocsi?                    |                     | kabaré      | Róna Tibor                               | Zsudi József               | Vidám Színpad                 | 1965. május 14.      |
| Szovjet kabaré                       |                     | kabaré      |                                          | Horváth Tivadar            | Vidám Színpad                 | 1982. december 30.   |
| Isteni komédia                       | angyal              | zenés próza | Iszidor Vlagyimirovics Stok              | Horváth Tivadar            | Vidám Színpad                 | 1982. december 30.   |
| Meddig lehet elmenni?                |                     | kabaré      | Árkus József, Szenes Iván, Szuhay Balázs | Kalmár Tibor               | Vidám Színpad                 | 1981. november 21.   |
| Játék a csillagokkal                 | Téléphosz           | próza       | Gyárfás Miklós                           | Gyárfás Miklós             | Vidám Színpad                 | 1980. április 3.     |
| A családban marad                    |                     | kabaré      | Szenes Iván, Árkus József, Szuhay Balázs | Zsudi József               | Vidám Színpad                 | 1980. február 22.    |
| Nyitott ablak                        | őrnagy              | zenés próza | Nóti Károly                              | Kalmár Tibor               | Vidám Színpad                 | 1979. május 18.      |
| Micsoda cirkusz                      |                     | kabaré      | Horváth Tivadar, Karinthy Frigyes        | Horváth Tivadar            | Vidám Színpad                 | 1978. november 4.    |
| Tanár úr kérem                       |                     | próza       | Karinthy Frigyes                         |                            | Ifjúsági Színház              | 1954. május 7.       |
| Az acélt megedzik                    | Alekszandr Szuharko | próza       | Nyikolaj A. Osztrovszkij                 | Berényi Gábor              | Ifjúsági Színház              | 1951. december 22.   |
| Az apák ifjúsága                     | Vászja és Válja     | próza       | Borisz Leontyevics Gorbatov              | Hont Ferenc                | Ifjúsági Színház              | 1950. október 25.    |
| Balatoni Romeo                       | Feri                | próza       | Tóth Miklós, Abay Pál                    | Horváth Tivadar            | Állatkerti Szabadtéri Színpad | 1959. július 18.     |
| Egri csillagok                       | Miklós diák         | próza       | Szinetár György                          | Vámos László               | Ifjúsági Színház              | 1952. február 23.    |
| Az eltüsszentett birodalom           | Burkus herceg       | gyermek     | Török Tamás                              | Kende Márta                | Ifjúsági Színház              | 1953. május 15.      |
| Gogol–Csehov-est                     | Burkus herceg       | próza       | Gogol, Csehov                            | Cservény Judit, Gál István | Irodalmi Színpad              | 1959. április 1.     |
| Hamiskártyások                       | Szása               | próza       | Gogol                                    | Gál István                 | Irodalmi Színpad              | 1959. február 26.    |
| Az uzsorás                           | Karaknavasztov      | próza       | Nyikolaj Alekszejevics Nyekraszov        | Gál István                 | Irodalmi Színpad              | 1959. február 26.    |
| Harmadévesek                         | Viktor              | próza       | Anastasia Borozina, Alekszandr Davidszon | Várkonyi Zoltán            | Irodalmi Színpad              | 1951. június 16.     |
| A kérők                              | Károly              | próza       | Kisfaludy Károly                         | Varga Géza                 | Jókai Színház                 | 1954. október 22.    |
| Két találkozás                       | Tábori Zoltán dr.   | próza       | Szász Péter                              | Berényi Gábor              | Ifjúsági Színház              | 1952. május 3.       |
| Sérelem                              | Tyeljegin           | próza       | Anatolij Szurov                          | Dr. Márkus Éva             | Ifjúsági Színház              | 1951. február 9.     |
| Sorsdöntő napok                      | Projkov Sztyepan    | próza       | Emil Koralov                             | Komor István               | Ifjúsági Színház              | 1951. április 11.    |
| A szeleburdi vagy minden lében kanál | Lelie               | próza       | Jean-Baptista Poquelin Molière           | Komor István               | Ifjúsági Színház              | 1953. december 18.   |
| Az úrhatnám polgár                   | Cléonte             | próza       | Jean-Baptista Poquelin Molière           | Vámos László               | Ifjúsági Színház              | 1951. szeptember 29. |
| Vízkereszt vagy amit akartok         | Fábián              | próza       | William Shakespeare                      | Apáthi Imre                | Jókai Színház                 | 1954. szeptember 19. |

## Filmjei
| év   | cím                          | szerep               | megjegyzés            |
| ---- | ---------------------------- | -------------------- | --------------------- |
| 1976 | Hungária kávéház – 6. epizód | pincér az Orfeumban  | tévéfilmsorozat       |
| 1976 | Fekete gyémántok             | konferanszié         | romantikus dráma      |
| 1975 | Felelet – 6. epizód          |                      | tévéfilmsorozat       |
| 1972 | Fuss, hogy utolérjenek!      | fodrász              | zenés krimi vígjáték  |
| 1971 | Villa a Lidón – 4. epizód    |                      | kirimisorozat         |
| 1970 | Hatholdas rózsakert          | vendég               | filmvígjáték          |
| 1968 | A veréb is madár             | a Nagyszálló portása | filmvígjáték          |
| 1968 | Irány Mexikó!                |                      | tévéfilm              |
| 1968 | Bors – 7. epizód             |                      | tévéfilmsorozat       |
| 1968 | A koppányi aga testamentuma  | spion                | történelmi kalandfilm |
| 1963 | Tücsök                       |                      | filmvígjáték          |
| 1961 | Megöltek egy lányt           |                      | filmdráma             |
| 1961 | Négyen az árban              |                      | ifjúsági kalandfilm   |
| 1953 | A város alatt                |                      |                       |
| 1953 | Kiskrajcár                   |                      | filmvígjáték          |
| 1953 | Állami Áruház                |                      | zenés filmvígjáték    |
| 1952 | Erkel                        |                      | játékfilm             |
| 1951 | Déryné                       |                      | játékfilm             |
| 1951 | Ütközet békében              |                      | játékfilm             |
| 1951 | Civil a pályán               | Varga Pali           | filmvígjáték          |
| 1951 | Különös házasság             |                      | játékfilm             |
| 1950 | Dalolva szép az élet         | Nagy István          | filmvígjáték          |

## Szinkronszerepek
| filmcím              | eredeti filmcím                | év   | szerep                | színész          |
| -------------------- | ------------------------------ | ---- | --------------------- | ---------------- |
| Lenni vagy nem lenni | To Be Or Not To Be             | 1942 | Rawitch               | Lionel Atwill    |
| Arzén és levendula   | Arsenic and Old Lace           | 1944 | Rooney hadnagy        | James Gleason    |
| Forgószél            | Notorious                      | 1946 | Walter Beardsley      | Moroni Olsen     |
| A nagy óra           | The Big Clock                  | 1948 | Sidney Kislav         | Philip Van Zandt |
| Aszfaltdzsungel      | The Asphalt Jungle             | 1950 | (további magyar hang) |                  |
| Az utolsó öt perc    | Gli ultimi cinque minuti       | 1955 | Dino Moriani          | Rossano Brazzi   |
| 101 kiskutya         | One Hundred and One Dalmatians | 1961 | skót juhász (hangja)  |                  |
| A Crossbow-akció     | Operation Crossbow             | 1965 | Boyd őrnagy           | John Mills       |
| Az utolsó Leó        | Leo the Last                   | 1970 | David                 | David de Keyser  |